# Herencia partida
La herencia partida es una práctica hereditaria de la cultura inca aplicada a la muerte del Sapa Inca o soberano por la que el sucesor elegido por el gobernante fallecido obtenía todo el poder político y sus derechos pero sin herencia material, ya que el gobernante muerto mantenía el control sobre todas las tierras que había conquistado durante su vida a través de sus otros herederos. La práctica de la herencia partida o herencia dividida es una causa de la expansión del imperio inca. El término fue acuñado por Arthur A. Demarest y Geoffrey W Conrad en 1984.

## Consecuencias de la herencia partida
El nuevo soberano inca (Sapa Inca) recién entronizado debía construir su propio complejo palaciego y su cámara funeraria en un territorio que él mismo hubiera conquistado. Por esta razón, los gobernantes hacían un esfuerzo supremo por asegurarse la mayor cantidad de tierra posible, para asegurar no sólo la riqueza para los descendientes y el culto a su momia (el culto a los muertos y la creación de nuevas 'huacas' sagradas), sino también para asegurar un lugar para la eternidad. Esto era coherente con la creencia incaica de que la eternidad en el más allá dependía de tales medidas prolíficas tomadas durante el tiempo en la tierra. Los tributos, la demanda de mano de obra y las continuas conquistas hicieron de éste un sistema clave en la Civilización inca.